# Peschici
Peschici est une commune italienne de la province de Foggia, dans la région des Pouilles.

## Géographie
Peschici est une ville située sur la côte nord-ouest du massif du Gargano dans les Pouilles.

## Économie
Comme de nombreuses villes du littoral du Gargano, Peschici vit beaucoup du tourisme.

## Culture

### Église de Sant'Elia

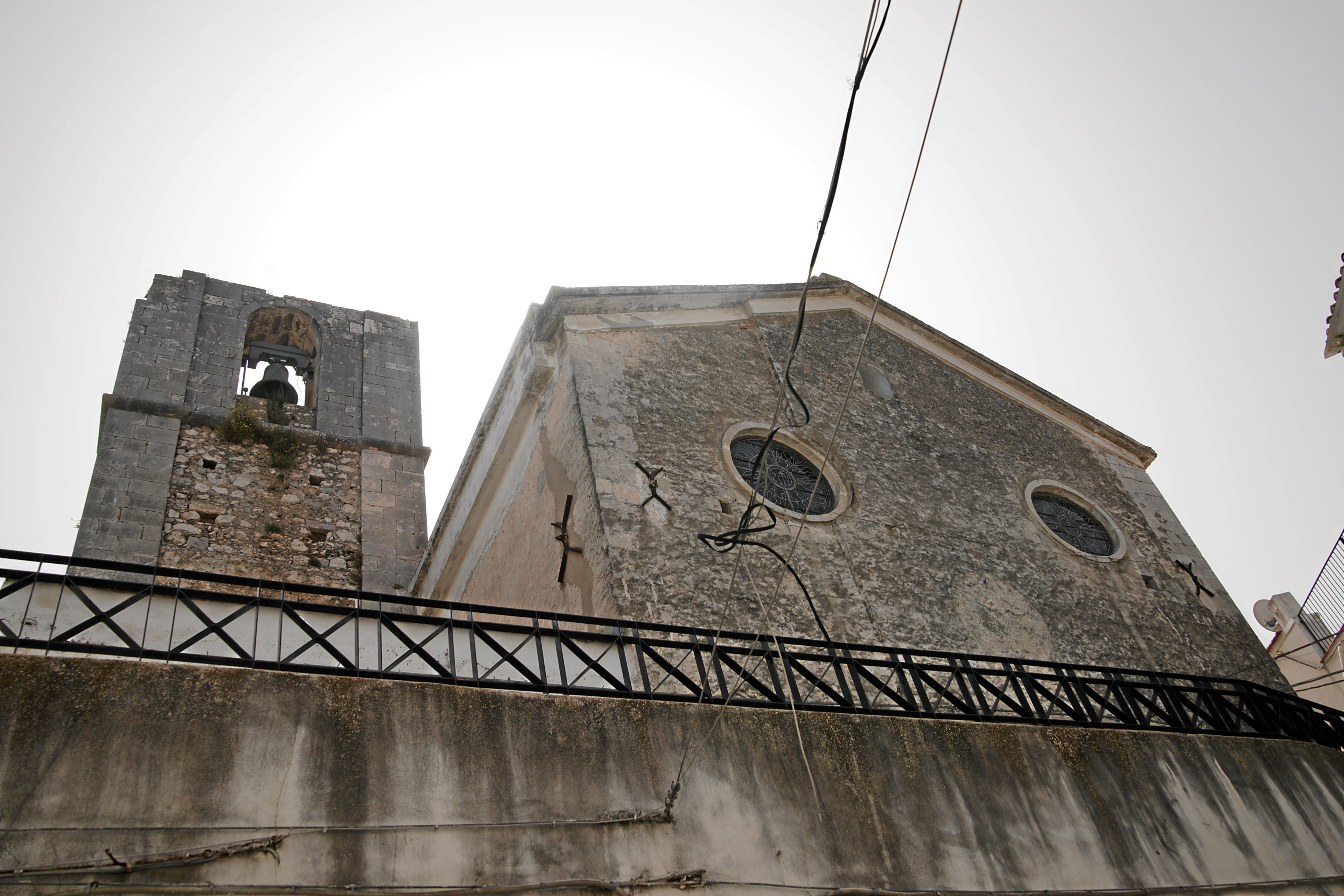
Église de Sant'Elia.

Construite au XIIIe siècle, l'église a un plan en croix latine. L'intérieur avec des inscriptions latines, une nef unique et un plafond en bois est intéressant. L'autel est surmonté d'une voûte en croisée d'ogives. La façade brute comporte deux rosaces, tandis que le clocher est inachevé, sans le plafond.

## Sport
Le Tour d'Italie est arrivé 4 fois dans la cité des Pouilles. La première fois, ce fut en 2000 pour la 5e étape avec la victoire de Danilo Di Luca devant Wladimir Belli. En 2008, pour la 6e étape, après un départ de Potenza, c'est Matteo Priamo, membre de l'échappée matinale, qui l'emporte après 265 kilomètres. En 2010, Franco Pellizotti bat dans un sprint en côte Vladimir Efimkin pour la 10e étape. Enfin, pour la 100e édition du Tour d'Italie, pour la 8e étape, l'Espagnol de l'équipe Movistar Gorka Izagirre l'emporte devant Giovanni Visconti en résistant au retour du peloton. 

## Administration
| Période                                  | Période | Identité | Étiquette | Qualité |
| ---------------------------------------- | ------- | -------- | --------- | ------- |
|                                          |         |          |           |         |
| Les données manquantes sont à compléter. |         |          |           |         |

### Communes limitrophes
Vico del Gargano, Vieste.

## Démographie
Habitants recensés

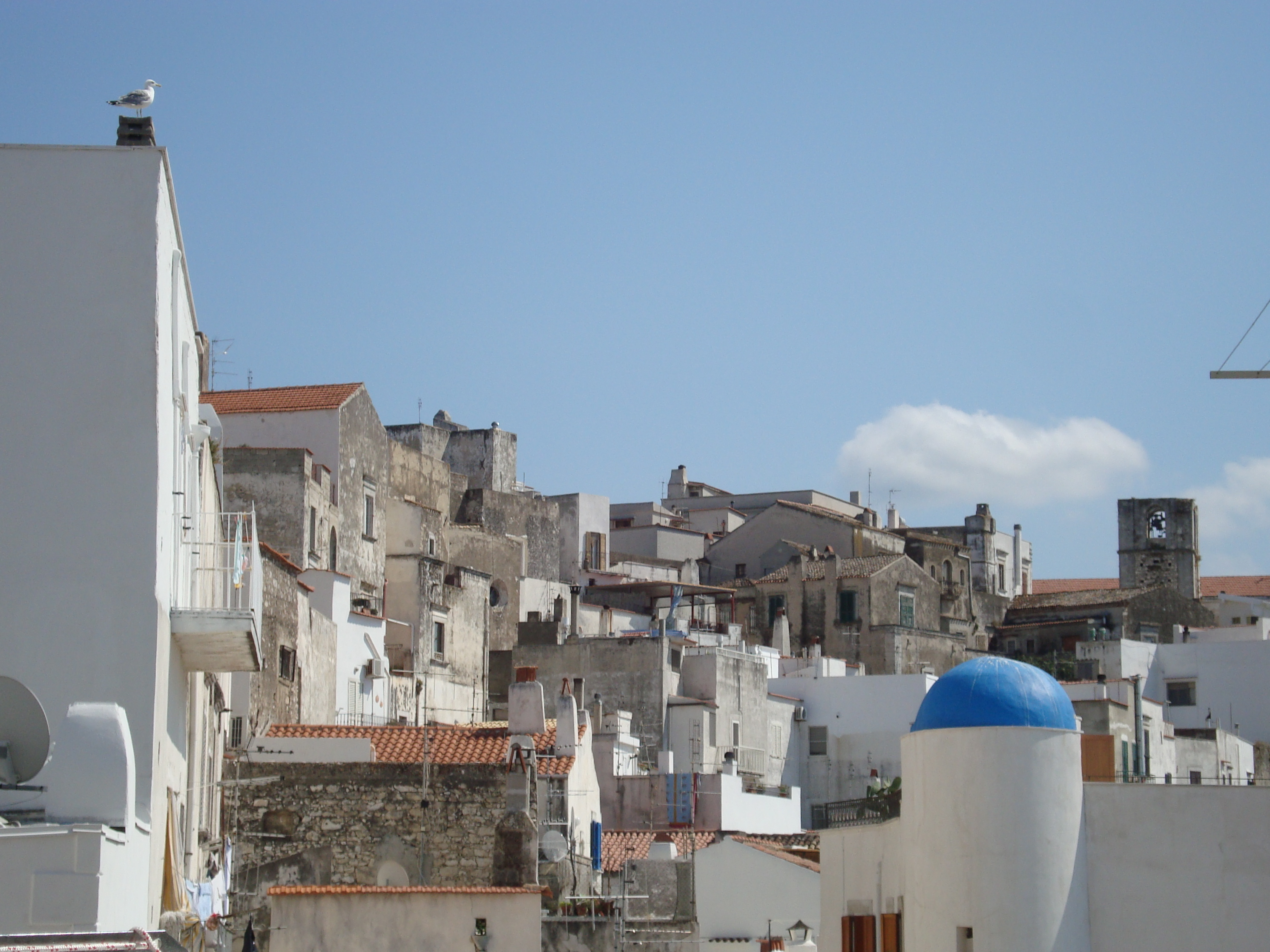
Vue de la vieille ville.
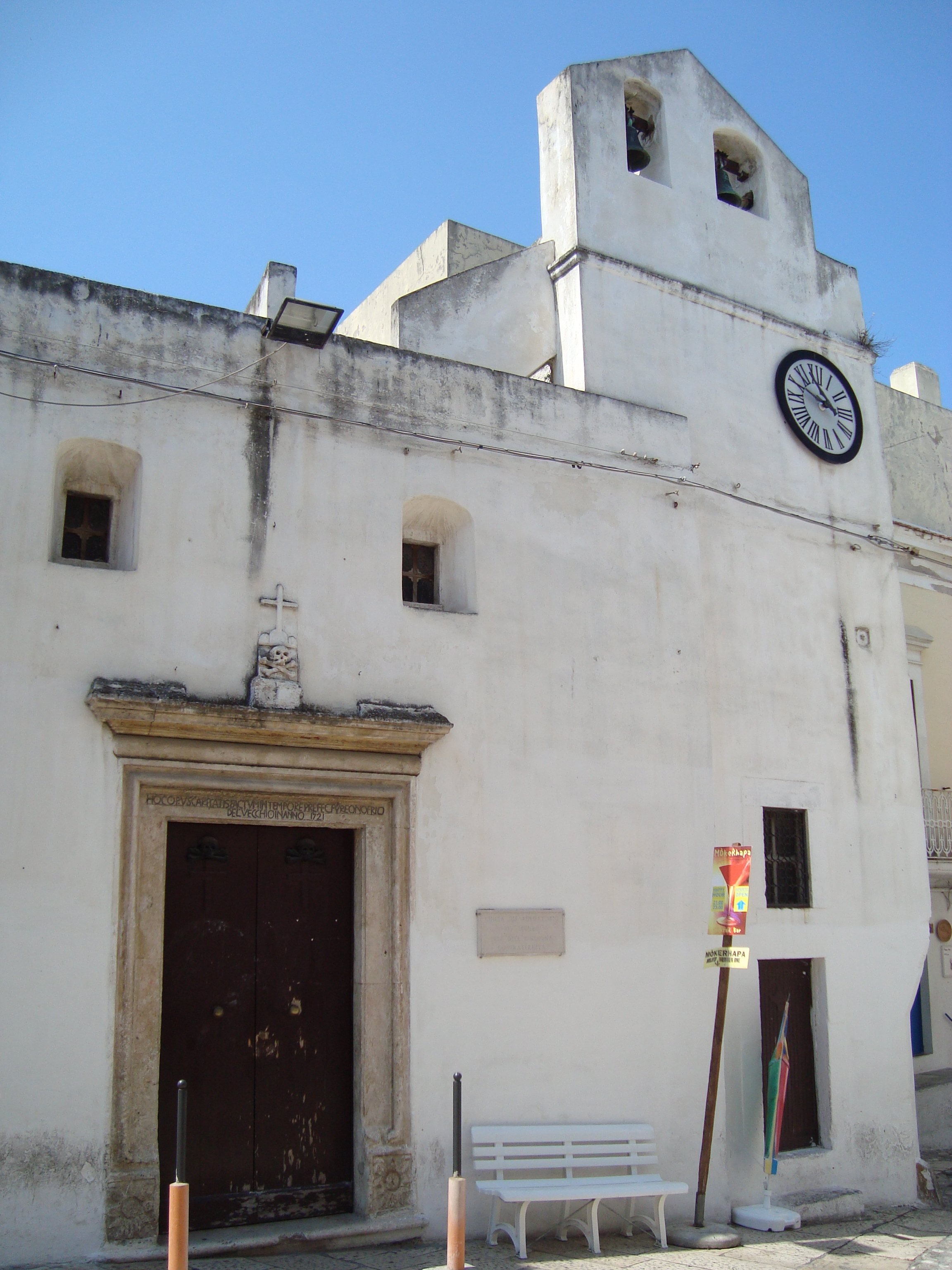
Une vieille église.
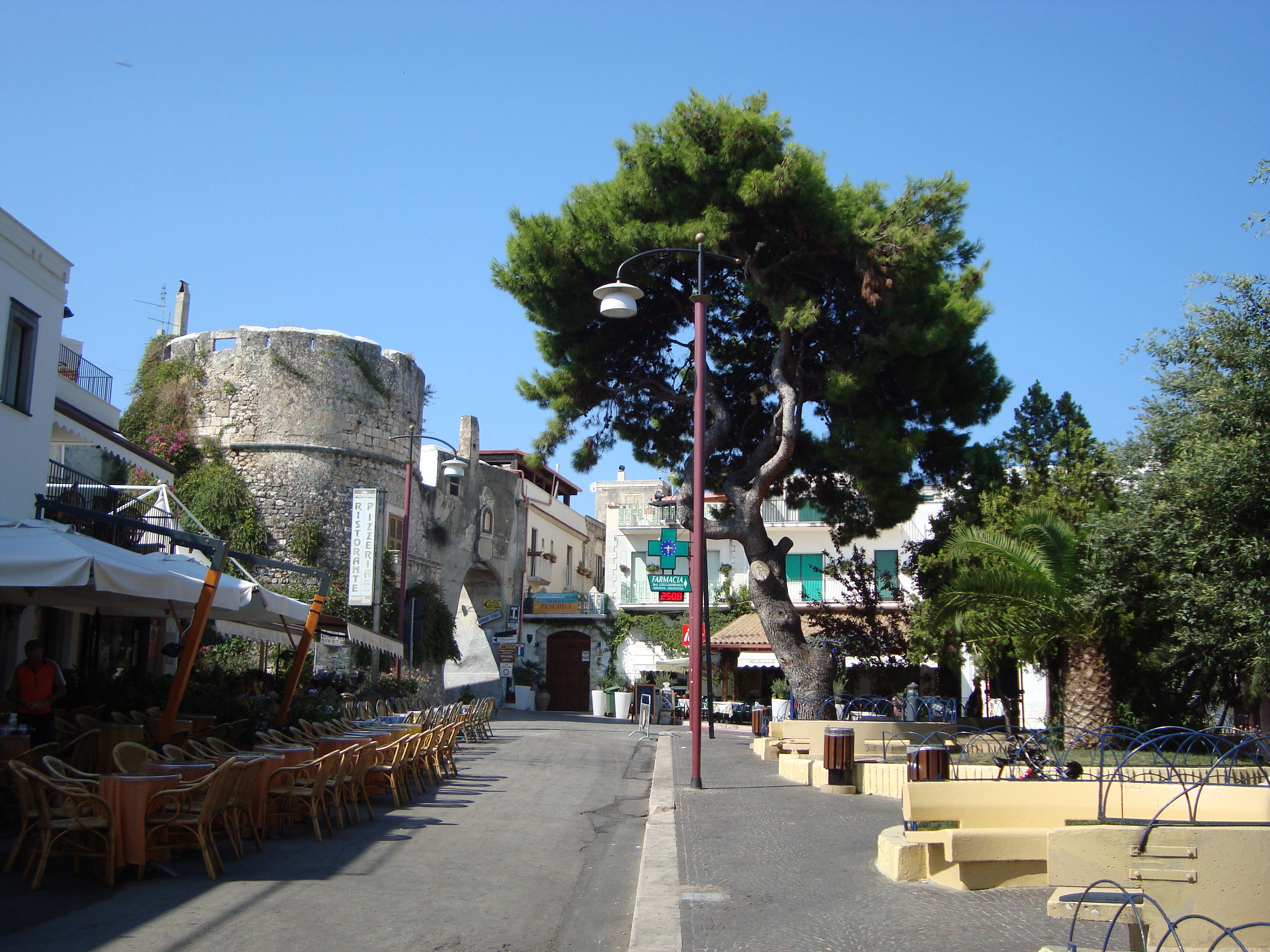
Les fortifications à l'entrée de la ville.
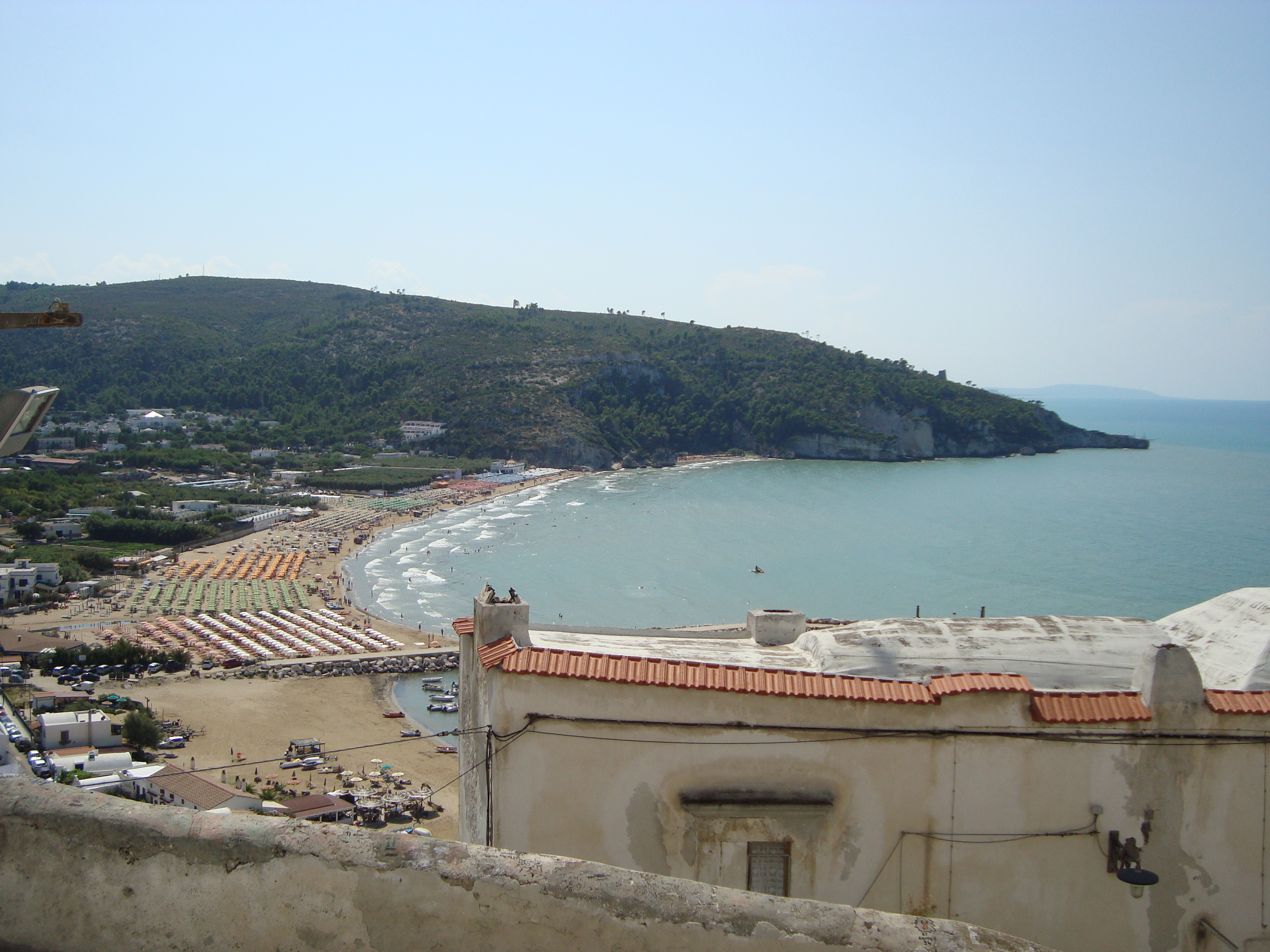
La plage et la pointe Montepucci.